# Scanner Apple
Data la diffusione che la piattaforma Macintosh raggiunse rapidamente del settore dell'editoria elettronica Apple decise di sviluppare una serie di scanner per facilitare ulteriormente penetrazione della piattaforma nel settore dell'editoria elettronica. Il primo scanner venne presentato nel 1988, aveva una risoluzione massima di 300 DPI a 16 toni di grigio. Era dotato sia di porta SCSI che ADB in modo da permettere la connessione anche con le macchine non dotate di controller SCSI. Le versioni successive dello scanner eliminarono la porta ADB dato che era molto lenta e quindi la maggioranza degli utenti preferiva comprare computer con la porta SCSI piuttosto di adattarsi alla lenta porta ADB. Col passare degli anni l'editoria elettronica si diffuse anche sulle macchine IBM-compatibili e quindi Apple decise di realizzare una versione dei propri scanner "OneScanner" anche per queste macchine. Lo scanner era identico alla versione per Macintosh ma nella confezione era inclusa anche un controller SCSI dato che sulla piattaforma IBM-compatibile questo tipo di controller era poco diffuso. Nel 1997 Apple decise di abbandonare il settore degli scanner dato che oramai i margini di guadagno erano molto ridotti.

## Modelli

### Apple Scanner

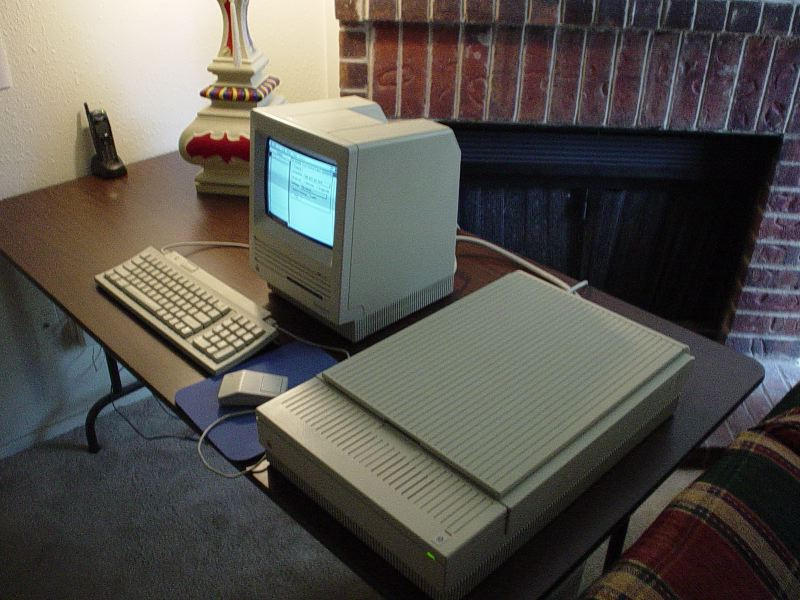
Apple Scanner

Il primo scanner prodotto da Apple venne commercializzato dal 1988 al 1991 ed era indirizzato esclusivamente agli utenti dotati di computer Macintosh. Infatti con questo scanner Apple intendeva favorire la penetrazione dei propri computer nel settore dell'editoria elettronica. Lo scanner era dotato della porta SCSI e ADB. La porta SCSI aveva il vantaggio di essere un mezzo di comunicazione veloce tra scanner e computer ma era presente solo sugli ultimi Macintosh mentre la porta ADB pur essendo lenta aveva il pregio di essere fornita con tutti i Macintosh.

#### Dati tecnici
- Risoluzione: 75 - 300 DPI
- Profondità colore: 4 bit
- Tecnologia: Flatbed Grayscale Scanner
- Area: A 4
- Porte: SCSI, ADB
- Potenza: 65 Watt
- Massa: 10.4 kg
- Dimensione: A 11.2, L 34.5, P 55.4 cm

### Apple OneScanner

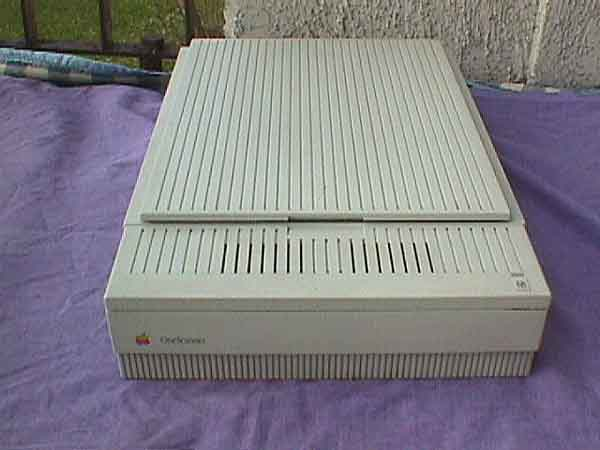
Apple OneScanner

Presentato in commercio nel 1991 e prodotto sino al 1992, rispetto al precedente modello questo scanner è dotato di una migliore definizione delle immagini. Infatti lo scanner è in grado di distinguere fino a 256 livelli di grigio. Questo modello è sprovvisto della porta ADB dato che questa porta era troppo lenta per la mole di dati generata dalla periferica e un suo utilizzo avrebbe costretto l'utente a delle attese eccessive.

#### Dati tecnici
- Risoluzione: 75 - 300 DPI
- Profondità colore: 8 bit
- Tecnologia: Flatbed Grayscale Scanner
- Area: A4
- Porte: SCSI
- Potenza: 45 Watt
- Massa: 10.4 kg
- Dimensione: A 11.2, L 34.5, P 55.4 cm

### Apple Color OneScanner

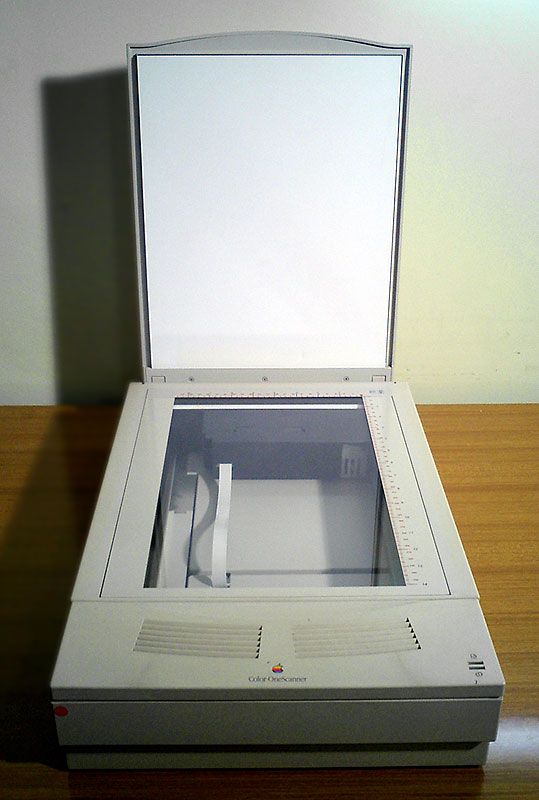
Apple Color OneScanner

Come dice il nome l'innovazione principale di questo modello è il supporto del colore. Lo scanner è in grado di gestire fino a 24 bit di profondità di colore. La risoluzione invece è al massimo di 300 DPI come i precedenti modelli. Questo modello fu commercializzato dal 1991 al 1992

#### Dati tecnici
- Risoluzione: 75 - 300 DPI
- Profondità colore: 24 bit
- Tecnologia: CCD flatbed color scanner
- Area: A4
- Porte: SCSI
- Potenza: 45 Watt
- Massa: 10.4 kg
- Dimensione: A 11.2, L 34.5, P 55.4 cm

### Color OneScanner 600/27

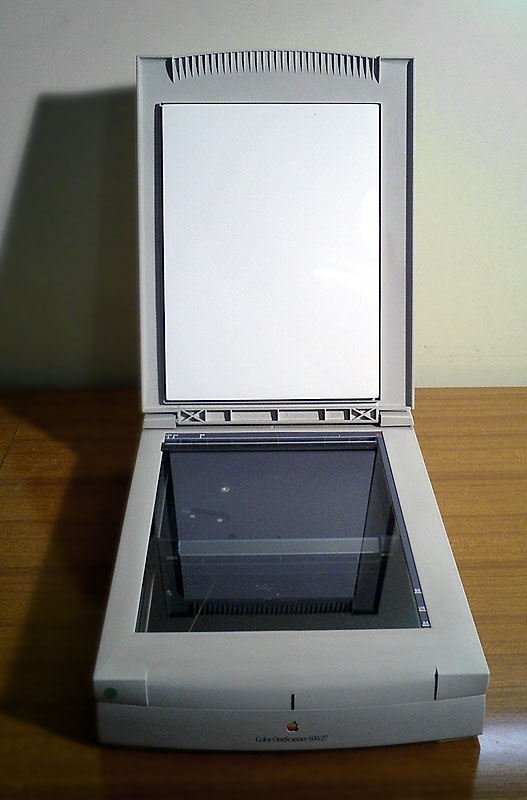
Apple Color OneScanner 600-27

Il Color OneScanner 600/27 è uno scanner prodotto da Canon per Apple (è di fatto un CanoScan 300 brandizzato dalla Apple). Questo scanner insieme al maggiore Color OneScanner 1200/30 rappresenta il tentativo di Apple di estendere il proprio mercato. Infatti lo scanner era venduto in due versioni, una per Macintosh e una per IBM-Compatibile. La versione per IBM-Compatibile era fornita di una scheda EISA SCSI in modo da poter collegare il computer e lo scanner e di software funzionante su quella tipologia di computer. Il tentativo di Apple non ebbe successo infatti questi furono gli ultimi modelli di scanner prodotti da Apple.

#### Dati tecnici
- Risoluzione: 600 x 300 DPI
- Profondità colore: 27 (9x 3) bit
- Tecnologia: CCD flatbed color scanner
- Area: A4
- Porte: SCSI II
- Potenza: 35 Watt
- Massa: 7.3 kg
- Dimensione: A 8.1, L 28.4, P 40.6 cm

### Color OneScanner 1200/30
Il Color OneScanner 1200/30 è uno scanner prodotto da Apple. Questo scanner insieme al minore Color OneScanner 600/27 rappresenta il tentativo di Apple di estendere il proprio mercato. Infatti lo scanner era venduto in due versioni, una per Macintosh e una per IBM-Compatibile. La versione per IBM-Compatibile era fornita di una scheda EISA SCSI in modo da poter collegare il computer e lo scanner e di software funzionante su quella tipologia di computer. Il tentativo di Apple non ebbe successo infatti questi furono gli ultimi modelli di scanner prodotti da Apple.

#### Dati tecnici
- Risoluzione: 600 x 1200 DPI
- Profondità colore: 30 (10 x 3) bit
- Tecnologia: CCD flatbed color scanner
- Area: A4
- Porte: SCSI II
- Potenza: 35 Watt
- Massa: 7.3 kg
- Dimensione: A 8.1, L 28.4, P 40.6 cm